# Amanpur
Amanpur é uma vila e uma nagar panchayat no distrito de Etah, no estado indiano de Uttar Pradesh.

## Geografia
Amanpur está localizada a 27° 43′ N, 78° 45′ L. Tem uma altitude média de 171 metros (561 pés).

## Demografia
Segundo o censo de 2001, Amanpur tinha uma população de 9117 habitantes. Os indivíduos do sexo masculino constituem 52% da população e os do sexo feminino 48%. Amanpur tem uma taxa de literacia de 49%, inferior à média nacional de 59.5%; com 61% para o sexo masculino e 39% para o sexo feminino. 20% da população está abaixo dos 6 anos de idade.